# Raymond Wang Chong Lin
Raymond Wang Chong Lin (* 12. Mai 1921; † 2. Februar 2010) war römisch-katholischer Priester der Untergrundkirche und Bischof von Zhao.

## Leben
Raymond Wang Chong Lin empfing am 30. Mai 1950 die Priesterweihe. Die kommunistischen Machthaber verurteilten ihn 1957 zu 21 Jahren Haft. Erst 1979 konnte er seine seelsorgerische Arbeit in der Provinz Hebei wieder aufnehmen. 1983 wurde er von der chinesischen Untergrundkirche zum Bischof ernannt und vom Heiligen Stuhl als Bischofsvikar von Wei (Xingtai) bestätigt. Kurz darauf gründete er ein Frauenkloster und setzte 1985 die Wiedereröffnung des in den 1950er Jahren geschlossenen Diözesanpriesterseminars durch. 1988 erfolgte die Bestätigung durch den chinesischen Staat als Bischof der Diözese Xingtai, in der die ehemaligen Bistümer Zhaoxian, Shunde und Weixian aufgingen.
2000 wurde er wegen der Bischofsweihe von Joseph Jiang Mingyuan mit diesem für fünf Monate inhaftiert.
2006 ging er in den Ruhestand und übergab sein Amt an Joseph Jiang Mingyuan, den er 2000 im Untergrund zum Bischof geweiht hatte. 2007 übernahm er jedoch aufgrund einer Erkrankung von Jiang wieder das Bischofsamt.
Sein Nachfolger (Administrator) im Bischofsamt ist Simon Gao Baojin.